# الحرب الروسية الفارسية (1722-1723)
أو الحرب الصفوية الروسية (1722-1723) والمعروفة عند الروس بالحملة الفارسية لبطرس الأكبر،  الحرب بين روسيا وبلاد فارس (إيران الصفوية)، نجمت عن محاولة القيصر لتوسيع النفوذ الروسي في بحر قزوين و مناطق القوقاز ومنع المنافس الأخطر الإمبراطورية العثمانية، من أي مكاسب إقليمية في المنطقة على حساب الدولة الصفوية الضعيفة.
نتيجة خسارة الحرب تنازل الصفويين عن الكثير من أراضيهم في شمال القوقاز وجنوب القوقاز، وشمال بلاد فارس لروسيا. على كل حال بعد عدة سنوات عادت جميع الأراضي إلى بلاد فارس، بقيادة العبقرية العسكرية الناشئة نادر شاه بعد معاهدة رشت.
قبل الحملة بطرس الأول قيصر روسيا ضمن إنشاء تحالف مع الملك الجورجي فاختانغ السادس من كارتلي ومع أزفادازور جاثليق أرمينيا(منصب كنسي).الحكام المسيحيين سعوا لطلب العون الروسي في صراعاهم مع بلاد فارس والإمبراطورية العثمانية الرامية إلى التوسع.

## بداية الحملة الروسية
في يوليو 1722 الجيش الإمبراطوري الروسي وقوات القوزاق، الذين يبلغ عددهم حوالي 22000 رجل، ركبوا أسطول بحر قزوين الذي بني حديثا بقيادة الاميرال فيودور أبراسكين من أستراخان. وانضم اليهم لاحقا نحو 22000 من الفرسان أغلبهم من القوزاق الذين كانوا يسيرون برا من ساريتس (فولغوغراد). في 23 أغسطس، 1722 استولى الجيش الروسي على دربند في جنوب داغستان. ومع ذلك، في خريف ذلك العام العواصف في بحر قزوين أجبرت بطرس الأكبر على العودة إلى أستراخان وترك الحامية الروسية في دربند ومدينة الصليب المقدس (بوديونوفسك). في سبتمبر 1722 فاختانغ السادس خيم قرب غنجة مع الجيش الجورجي الأرمني بتعداد 40000 للانضمام إلى الحملة الروسية المتقدمة، ولكن بعد تلقي أنباء عن عودة بطرس رجع إلى تبليسي في تشرين الثاني.
في ديسمبر 1722 الجيش والبحرية الروسية، تحت لواء ميخائيل مايتسوشكن، استولى على رشت في يوليو 1723 وشرع في الإستيلاء على باكو. أجبر الغزو العسكري الروسي والتقدم العثماني في جنوب القوقاز في ربيع عام 1723، حكومة طهماسب الثاني لتوقيع معاهدة السلام في سانت بطرسبرغ التي سلمت دربند، باكو، والمحافظات الفارسية من شيروان، غيلان، مازندران، و أستراباد (كركان) للروس في 12 سبتمبر 1723.

## ما بعد الحرب ونتائجها
سنة 1732، عشية الحرب العثمانية-الروسية النمساوية، أعادت حكومة الإمبراطورة آنا إيفانوفنا جميع الأراضي المحتلة لفارس كجزء من معاهدة رشت، لبناء تحالف مع الصفويين ضد الدولة العثمانية.
كانت النتائج كارثية على الحكام الجورجيين الذين دعموا مشروع بطرس وانقلبوا على المعاهدات الموقعة مع الفرس والعثمانيين. في شرق جورجيا، فقد فاختانغ السادس من كارتلي عرشه ولجأ إلى البلاط الروسي في 1724.أما في غرب جورجيا، اضطر الكسندر الخامس من مملكة إيميريتي إلى قبول الهيمنة العثمانية بشروط أكثر صرامة. العثمانيين بعد ذلك، منزعجين من التدخل الروسي، قاموا بتعزيز قبضتهم على ساحل القوقاز.